# I. e. 38
Évszázadok: i. e. 2. század – i. e. 1. század – 1. század
Évtizedek: i. e. 80-as évek – i. e. 70-es évek – i. e. 60-as évek – i. e. 50-es évek – i. e. 40-es évek – i. e. 30-as évek – i. e. 20-as évek – i. e. 10-es évek – i. e. 1-es évek – 1-es évek – 10-es évek
Évek: i. e. 43 – i. e. 42 – i. e. 41 – i. e. 40 –  i. e. 39 – i. e. 38 – i. e. 37 – i. e. 36 – i. e. 35 – i. e. 34 – i. e. 33

## Események

### Róma
- Appius Claudius Pulchert és Caius Norbanus Flaccust választják consulnak. Lemondásuk után consul suffectusok: Lucius Cornelius Lentulus és Lucius Marcius Philippus.
- Menas, Sextus Pompeius hadvezére átáll Octavianushoz és átadja neki Szardíniát és Korzikát.
- Octavianus bevezeti a hispán időszámítást.
- Octavianus feleségül veszi Livia Drusillát, akit előző évben ismert meg és azonnal beleszeretett. Octavianus még az előző év végén elvált feleségétől, Scriboniától (aki akkor szülte meg lányukat) és rávette Livia férjét, Tiberius Claudius Nerót, hogy váljon el tőle. A menyasszony hat hónapos terhes előző férjétől az esküvő idején.
- A pártusok Pakorosz trónörökös vezetésével ismét átkelnek az Eufráteszen és betörnek Syriába, azt remélve, hogy meglephetik az ottani római erőket. Publius Ventidius Bassus azonban felkészülten várja őket, és s Gindarus hegynél döntő vereséget mér a pártusokra. A csatában Pakorosz is elesik.
- Octavianus Marcus Vipsanius Agrippát nevezi ki Gallia Transalpina helytartójává. Agrippa leveri a gall aquitanusok felkelését és hadjáratot indít a germán törzsek ellen, eközben Caesar után második római hadvezérként átkel a Rajnán. Agrippa engedélyezi az ubius germán törzsnek a Rajna melletti letelepedést, megalapítva ezzel a mai Köln városát.

## Születések
- Nero Claudius Drusus, Tiberius Claudius Nero és Livia Drusilla fia.

## Halálozások
- Pakorosz, pártus trónörökös

## Fordítás
- Ez a szócikk részben vagy egészben  a(z)   38 av. J.-C. című francia Wikipédia-szócikk ezen változatának fordításán alapul.  Az eredeti cikk szerkesztőit annak laptörténete sorolja fel. Ez a jelzés csupán a megfogalmazás eredetét és a szerzői jogokat jelzi, nem szolgál a cikkben szereplő információk forrásmegjelöléseként.